# NGC 3281D
NGC 3281D (другие обозначения — ESO 375-68, MCG -6-23-55, PGC 31273) — галактика в созвездии Насос.
Этот объект не входит в число перечисленных в оригинальной редакции «Нового общего каталога» и был добавлен позднее.